# Julian Schütt

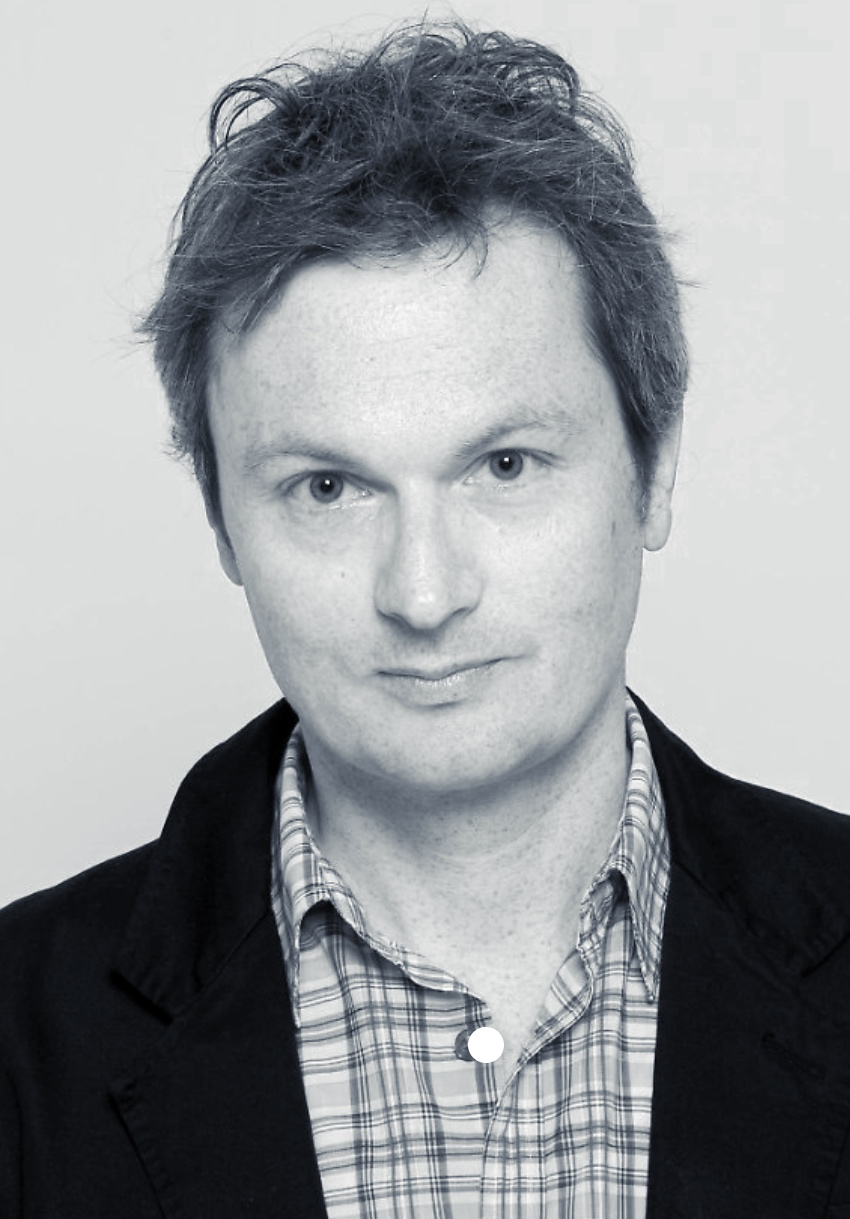
Julian Schütt

Julian Schütt (* 20. Januar 1964 in Zürich) ist ein Schweizer Journalist und Buchautor.

## Leben
Julian Schütt studierte an der Universität Zürich Germanistik und Philosophie; 1995 promovierte er bei Peter von Matt mit einer Arbeit über die Schweizer Literaturwissenschaft in der Zeit des Nationalsozialismus, welche über die Landesgrenzen hinaus Aufsehen erregte. Bereits während des Studiums begann Schütt, für das Weltwoche-Supplement und den Tages-Anzeiger zu schreiben. Zusätzlich war er Lektor für den Limmatverlag und den Unionsverlag; unter anderem betreute er den Gedichtband Geschichte der Liebe und des Liebäugelns von Niklaus Meienberg. 2002 wurde er Ressortleiter Kultur bei der Weltwoche. 2009 verliess Schütt die Weltwoche und arbeitete journalistisch u. a. für Du, Die Zeit, Das Magazin und Annabelle, für die er eine Restaurantkolumne schrieb. Schütt war Mitglied der Kritikerrunde im «Literaturclub» des Schweizer Fernsehens SRF und Literaturredaktor beim Schweizer Radio SRF. Seit 2021 schreibt er für die Kulturredaktion von CH Media.
Mehrfach hat sich Julian Schütt publizistisch mit Max Frisch beschäftigt. 1998 organisierte er die erste umfassende Max-Frisch-Ausstellung, die in Berlin, München, Frankfurt am Main und Zürich gezeigt worden ist. Zur Ausstellung erschien der von Schütt herausgegebene Band Max Frisch: Jetzt ist Sehenszeit. 2011 veröffentlichte er den von der Kritik hochgelobten ersten Band seiner Biographie über Max Frisch; unter anderem die Zeit nannte das Buch eine «meisterliche Biographie».
2025 erschien der zweite Teil mit dem Titel  Max Frisch: Biografie einer Instanz. 
Schütt ist der Urenkel von Emmy Hennings; seine Grossmutter war Annemarie Schütt-Hennings (1906–1987).
Er lebt in Zürich.

## Werke
- Germanistik und Politik – Schweizer Literaturwissenschaft in der Zeit des Nationalsozialismus. Chronos Verlag, Zürich 1996, ISBN 978-3-905312-04-1.
- Max Frisch: Biographie eines Aufstiegs. Suhrkamp Verlag, Frankfurt am Main 2011, ISBN 978-3-518-42172-7.
- Max Frisch: Biografie einer Instanz. Suhrkamp Verlag, Berlin 2025, ISBN 978-3-518-43243-3

## Herausgeberschaft
- Friedrich Glauser: Die Fieberkurve. Limmat Verlag, Zürich 1995, ISBN 3-85791-240-5.
- Max Frisch: Jetzt ist Sehenszeit. Briefe, Notate, Dokumente 1943-1963. Suhrkamp Verlag, Frankfurt am Main 1998, ISBN 3-518-40981-6.
- (zusammen mit Raimund Meyer) Hugo Ball: Tenderenda der Phantast. Haymon Verlag, Innsbruck 1999, ISBN 3-85218-272-7.
- zusammen mit Luis Bolliger u. Walter Obschlager: jetzt: max frisch. Suhrkamp Verlag, Frankfurt am Main 2001, ISBN 978-3-518-39734-3.
- zusammen mit Winfried Stephan: Walter Muschg: Die Zerstörung der deutschen Literatur und andere Essays. Diogenes, Zürich 2009, ISBN 978-3-257-06645-6.